# ロド (彫刻家)

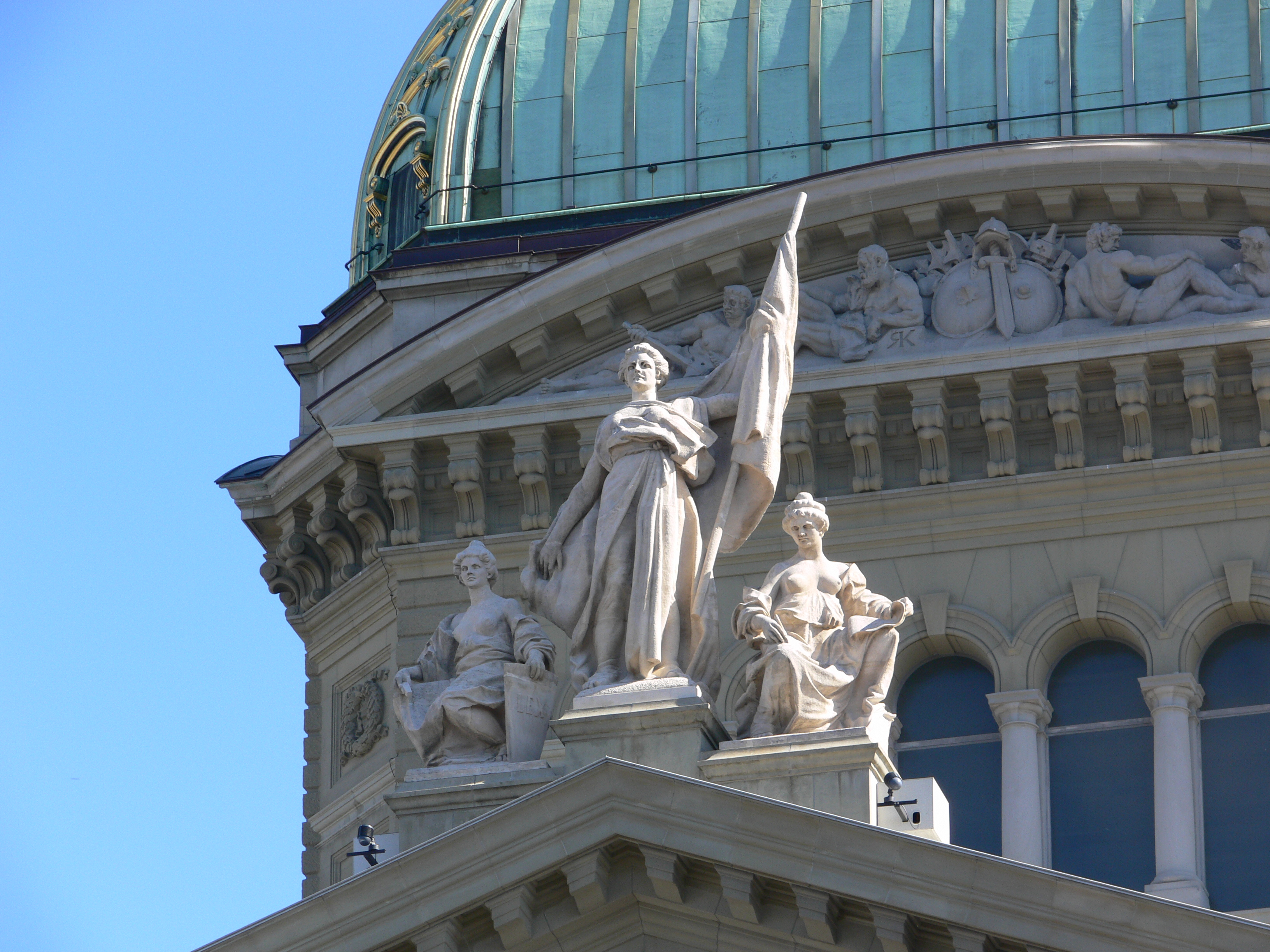
ベルン、連邦院前のロド制作の彫像

ロドことオーギュスト・ド・ニーダーホイゼルン（Rodo、本名: Auguste de Niederhäusern、1863年4月2日 - 1913年5月23日）は、スイス出身の彫刻家である。

## 略歴
スイス西部、ヴォー州のヴヴェイの実業家の息子に生まれた。ジュネーブの工芸学校で学んだ後、1886年にパリに移り、私立の美術学校、アカデミー・ジュリアンでアンリ・シャピュ(Henri Chapu)、パリ国立高等美術学校でアレクサンドル・ファルギエール(Alexandre Falguière)に学んだ。この後、パリで生涯を過ごすことになった。パリの友人には彫刻家のアントワーヌ・ブールデルやフランソワ・ポンポン、スイス出身の画家、フェルディナント・ホドラーらがいた。
1892年から象徴主義の芸術家の展覧会、「薔薇十字サロン展」(salons de la Rose-Croix)に参加し、6年間、オーギュスト・ロダンの工房で働いた。ロダンの影響から「ロド」の名前で活動するようになった。 
1895年にポール・ヴェルレーヌの記念碑の依頼を受け、1911年に完成しリュクサンブール公園に設置された。1900年のパリ万国博覧会にフェルディナント・ホドラーとジョルジュ- ファヴォンの胸像を出展し、金メダルを受賞した。そのほかにジョヴァンニ・ジャコメッティやクーノ・アミエといったスイス出身の画家たちの胸像も制作している。
1900年から1902年の間、スイス、ベルンの連邦院の広場のために作品を制作した。1910年にチューリッヒ美術館で開催された全国美術展(Nationalen Kunstausstellung)に2つの彫刻を展示した。1912年にレジオンドヌール勲章を受勲した。1913年、仕事でミュンヘン滞在中に死去した。50歳であった。

## 作品

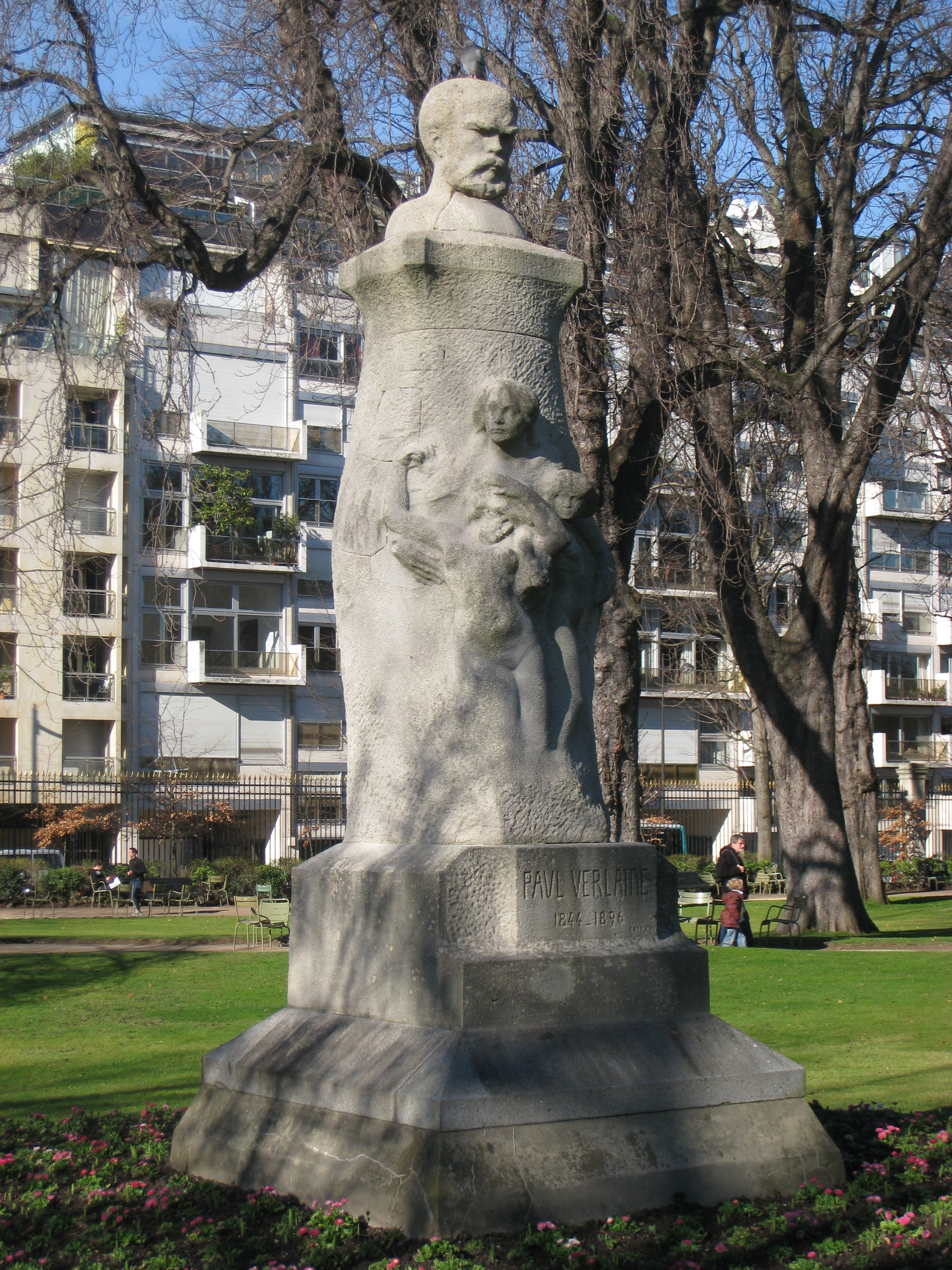
ポール・ヴェルレーヌの記念碑、リュクサンブール公園
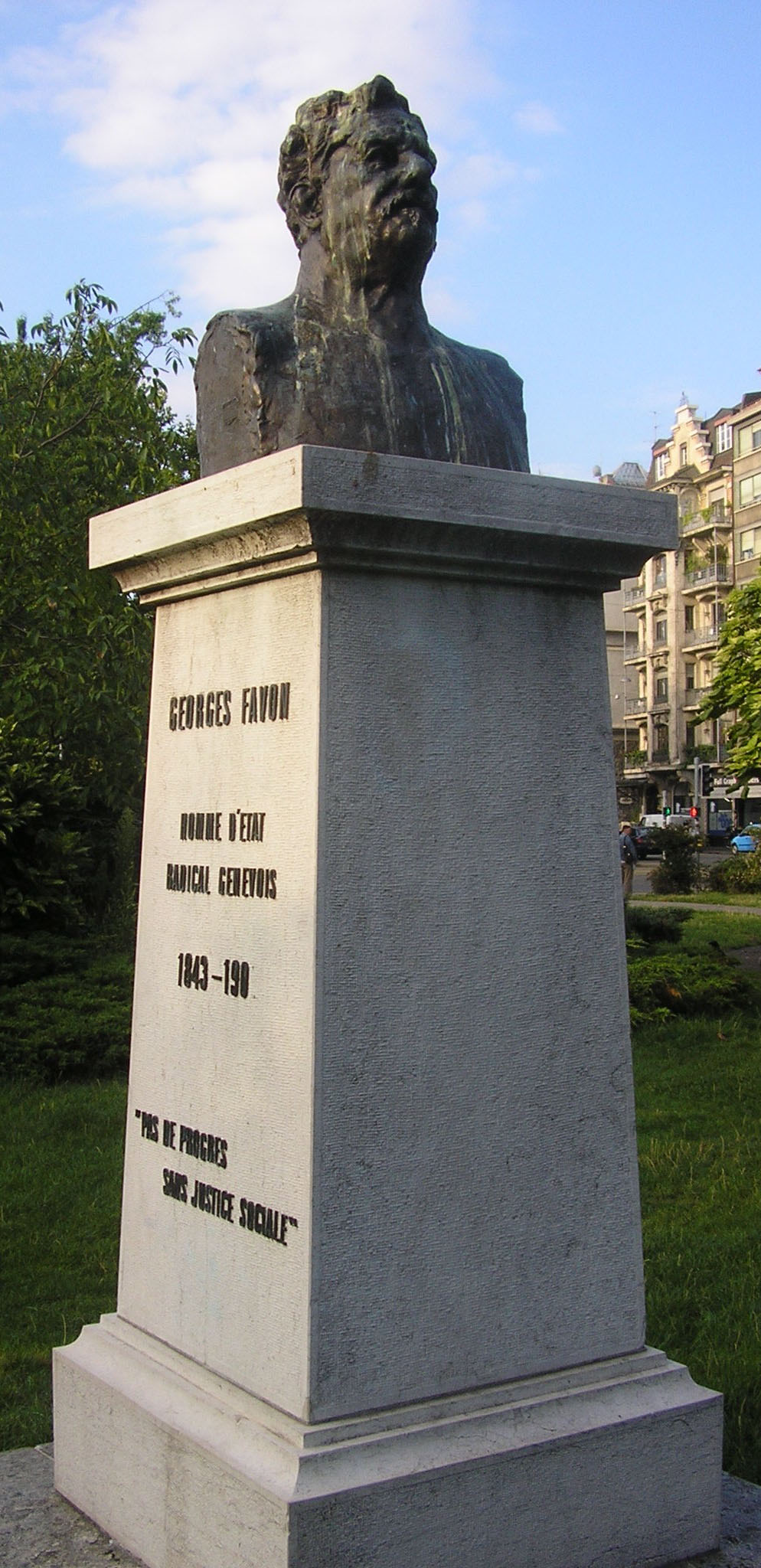
ジョルジュ- ファヴォンの胸像
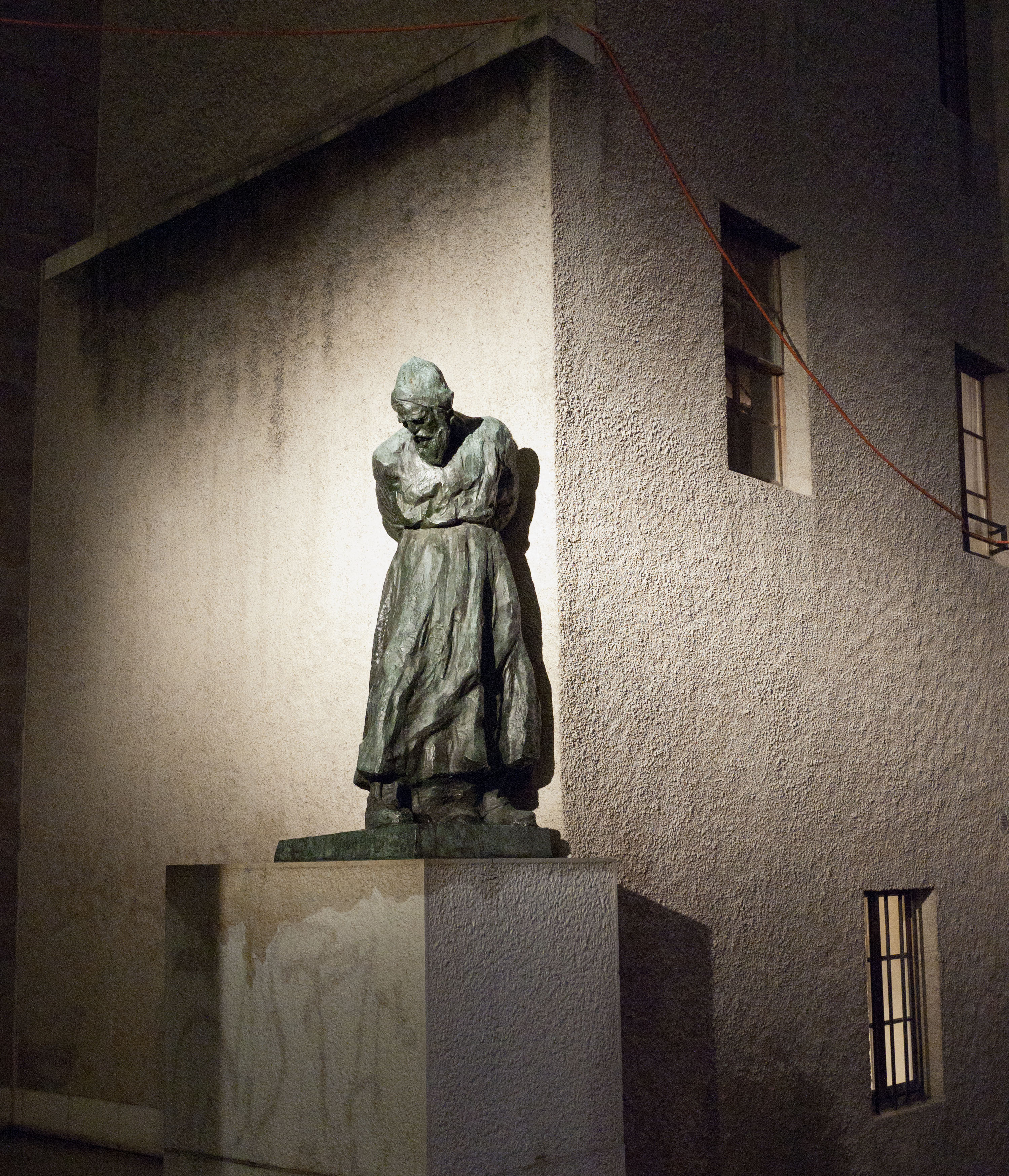
"Jérémie"
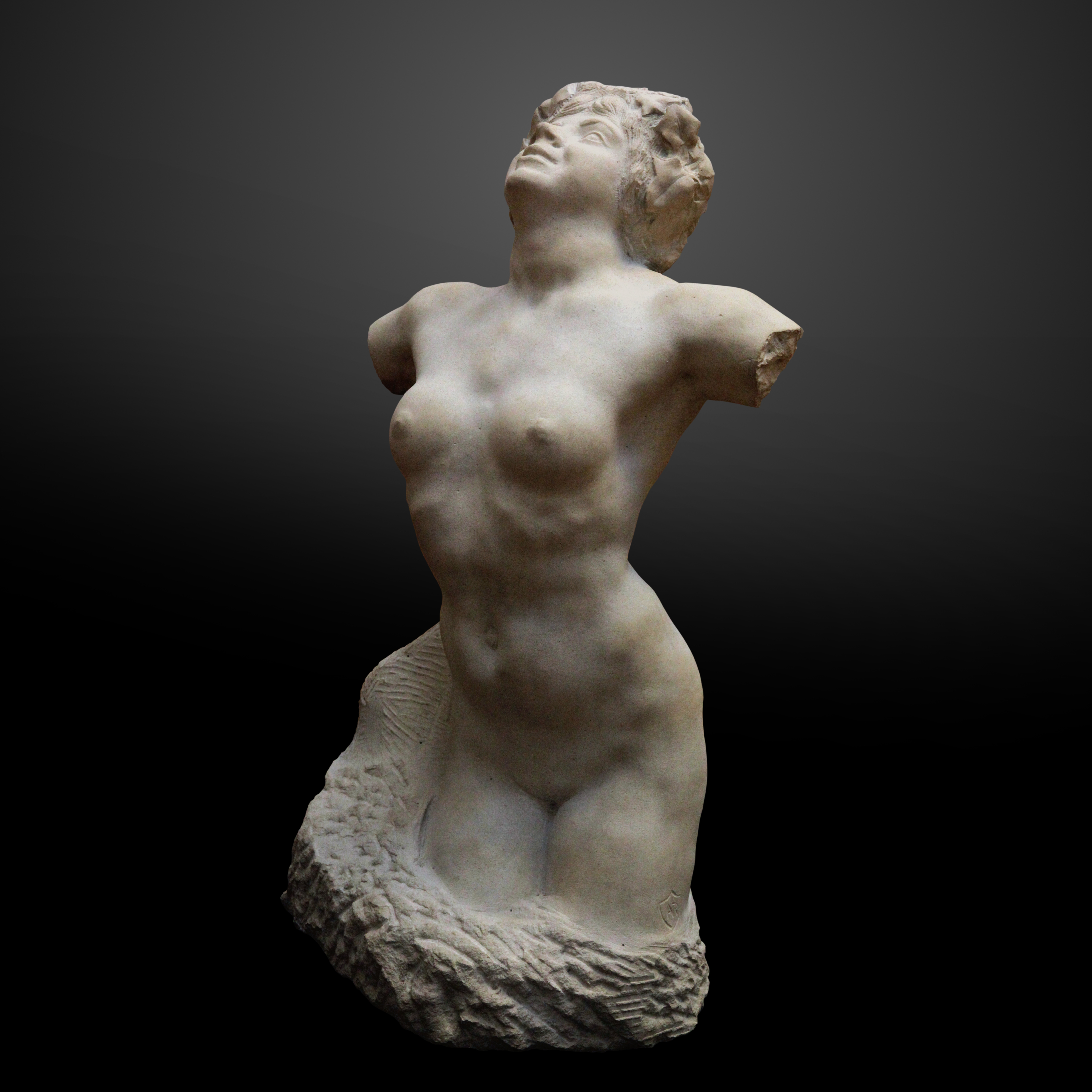
バッカスへの捧げ物（1905）